# Monoplius aemulator
Monoplius aemulator är en skalbaggsart som beskrevs av Louis Albert Péringuey 1901. Monoplius aemulator ingår i släktet Monoplius och familjen stumpbaggar. Inga underarter finns listade i Catalogue of Life.